# Финансовый контроль в сфере потребительского рынка
Финансовый контроль в сфере потребительского рынка — совокупность действий и операций по проверке финансовых и связанных с ними вопросов деятельности субъектов хозяйствования в области розничной торговли. Формы и методы финансового контроля, общие для организаций любой сферы деятельности, освещены в статье Методы финансового контроля. Настоящая статья посвящена особенностям контроля в розничной торговле и специфическим методам, характерным для документальных ревизий и проверок торговых организаций.

## Особенности предприятий розничной торговли
С точки зрения организации финансового контроля, предприятия розничной торговли имеют ряд особенностей:
1. Обязательное применение контрольно-кассовой техники при наличных расчётах.
2. Необходимость осуществления контроля за соблюдением прав потребителей.
3. Отсутствие учёта продаж в натурально-количественной форме.
4. Начисление естественной убыли товаров в зависимости от торгового оборота.
5. Списание в залах самообслуживания потерь от «забывчивости покупателей».
6. Обеспечение соблюдения правил товарного соседства продуктов питания.

## Контрольно-кассовая техника
Сущность применения контрольно-кассовой техники при оформлении операций розничной купли-продажи состоит в некорректируемой ежесуточной (ежесменной) регистрации и энергонезависимом долговременном хранении информации, необходимой для полного учёта наличных денежных средств в целях правильного исчисления налогов. Налоговой базой для исчисления значительной части налогов является выручка хозяйствующего субъекта; контрольно-кассовая техника — важный инструмент контроля выручки со стороны государства.
В соответствии с законом Российской Федерации от 22 мая 2003 года № 54-фз «О применении контрольно-кассовой техники при осуществлении наличных денежных расчётов и (или) расчётов с использованием пластиковых карт», контрольно-кассовая техника применяется в обязательном порядке при осуществлении наличных денежных расчётов в случае продажи товаров, выполнении работ, оказании услуг (кроме расчётов между физическим лицами).
При этом следует иметь в виду ряд неочевидных моментов:
- Обязанность применения при наличных денежных расчётах контрольно-кассовой техники возлагается не только на организации, но и на индивидуальных предпринимателей.
- Действие закона распространяется не только на организации розничной торговли, но на любых хозяйствующих субъектов, если они реализуют имущество или услуги за наличные деньги.
- Применять контрольно-кассовую технику необходимо при расчётах не только с населением, но и между двумя юридическими лицами, если такие расчёты проводятся в наличной форме.
- Закон требует обязательного применения контрольно-кассовой техники также при расчётах с использованием пластиковых карт.
- Контрольно-кассовая техника применяется не только при реализации товаров за наличные в розницу, а при любых операциях купли-продажи (например, при скупке у населения металлолома, грибов и ягод, волос для изготовления париков и т. п.[1]).
- Закон не требует применения контрольно-кассовой техники при наличных операциях, не связанных с продажей товаров, работ или услуг (например, благотворительных взносов, платежей членов товарищества собственников жилья на содержание общего имущества и т. п.).
- Закон не устанавливает обязанности участия в операции кассира, проведение оплаты без него имеет место при использовании платёжных терминалов, торговых автоматов, информационных киосков и т. п. Указанные аппараты одновременно выполняют функции контрольно-кассовых машин, так как, помимо прочего, содержат фискальную память.

## Условия неприменения контрольно-кассовой техники
В соответствии с пунктом 3 статьи 2 федерального закона № 54-фз, существует ряд условий, при которых возможны расчёты наличными деньгами без применения контрольно-кассовой техники:
1. Оказание услуг населению при условии выдачи документов строгой отчётности по нормативно утверждённым формам. При этом каждый бланк строгой отчётности должен иметь уникальный номер, наносимый при его изготовлении в типографии. Учёт таких бланков ведётся в специальной книге. Освобождаются от обязательного применения контрольно-кассовой техники следующие организации и виды услуг:
  - организации бытового обслуживания населения;
  - ломбарды;
  - станции технического обслуживания и ремонта автотранспортных средств;
  - предприятия, осуществляющие газификацию и газоснабжение;
  - почтовые услуги, в том числе подписка на газеты, журналы, книги;
  - услуги междугороднего телефона;
  - предприятия общественного питания при производственных предприятиях или учреждениях;
  - музеи;
  - театрально-концертные организации;
  - стадионы;
  - санаторно-курортные организации;
  - общества охотников и рыболовов;
  - транспортные организации при перевозке пассажиров и грузов;
  - реализация населению топлива в развоз;
  - страховые компании;
  - ветеринарные клиники.
2. Торговля в газетных киосках.
3. Торговля ценными бумагами.
4. Продажа лотерейных билетов.
5. Продажа проездных билетов для проезда в городском общественном транспорте.
6. Обеспечение питанием учащихся и сотрудников школ.
7. Торговля на рынках и ярмарках.
8. Мелкорозничная торговля с ручных тележек и лотков.
9. Продажа в пассажирских вагонах чая и сопутствующих товаров.
10. Продажа лекарств сельскими фельдшерско-акушерскими пунктами.
11. Торговля в киосках мороженым и прохладительными напитками в розлив.
12. Торговля из цистерн пивом, квасом, молоком, растительным маслом, живой рыбой, керосином.
13. Торговля вразвал овощами, бахчевыми культурами.
14. Организации, находящиеся в сельской местности отдалённых или труднодоступных регионов.
15. Религиозные организации.
16. Продажа почтовых марок и конвертов на почте.
17. Приём у населения макулатуры и утильсырья.

## Обязанности организаций, применяющих контрольно-кассовую технику
Организации и индивидуальные предприниматели, применяющие контрольно-кассовую технику, обязаны:
- зарегистрировать контрольно-кассовую технику в налоговых органах,
- применять только исправную, зарегистрированную и опломбированную контрольно-кассовую технику,
- выдавать покупателям кассовый чек,
- вести документацию, касающуюся приобретения, регистрации, использования контрольно-кассовой техники,
- обеспечивать беспрепятственный доступ к контрольно-кассовой технике сотрудникам налоговых служб,
- операции с фискальной памятью контрольно-кассовой техники производить при участии представителя налоговых органов.

При этом контрольно-кассовая техника должна удовлетворять следующим требованиям:
- модель аппарата должна быть включена в государственный реестр,
- аппарат должен быть зарегистрирован в налоговых органах по месту учёта организации,
- аппарат должен быть исправен и опломбирован в установленном порядке (то есть с участием представителя налоговых органов),
- аппарат должен иметь фискальную память и эксплуатироваться в фискальном режиме.
- аппарат должен иметь контрольную ленту (бумажную или электронную), копирующую информацию из кассовых чеков,
- аппарат должен находиться на техническом обслуживании в зарегистрированном в налоговых органах центре технического обслуживания контрольно-кассовой техники.

Деньги от продажи товаров, реализации услуг получают кассиры или продавцы. На полученную от покупателя сумму наличных денежных средств, ему выдаётся кассовый чек, содержащий следующие обязательные реквизиты:
- наименование организации-продавца,
- идентификационный налоговый номер (ИНН),
- заводской номер контрольно-кассовой машины,
- порядковый номер чека,
- дата и время покупки (оплаты),
- стоимость,
- признак фискального режима (то есть отражение информации из чека в фискальной памяти).

По окончании дня (торговой смены) кассир (продавец) подсчитывает выручку и сверяет её с отчётом о закрытии смены (z-отчётом), формируемым контрольно-кассовой машиной на основании данных фискальной памяти (суммирующего денежного счётчика). Формирование z-отчёта закрывает возможность корректировки данных текущего дня (смены). Кассир (продавец) снимает z-отчёт, вынимает из аппарата контрольную ленту и сдаёт денежную выручку в главную кассу. Показатели z-отчёта записываются в журнал кассира-операциониста (перед началом заполнения журнал кассира-операциониста прошнуровывают, скрепляют подписями руководителя предприятия, главного бухгалтера, представителя налоговой службы и печатью). Запись подтверждается подписями старшего кассира и администратора. Журнал кассира-операциониста и контрольные ленты хранятся в бухгалтерском делопроизводстве не менее пяти лет.

## Особенности проведения документальной ревизии в организации розничной торговли
Помимо основных контрольных процедур, освещённых в статье документальная ревизия, при ревизии торговой организации ревизор должен проверить:
- постановку на учёт в налоговой инспекции всех единиц контрольно-кассовой техники, правомерность её использования,
- наличие опечатанной налоговой инспекцией фискальной памяти, журналов кассира-операциониста,
- использование исправных, поверенных и проклеймённых весоизмерительных приборов,
- своевременную и полную сдачу денежной выручки в банк по препроводительным ведомостям; соблюдение положения о лимите остатка кассы,
- правильность расчёта естественной убыли товаров в зависимости от торгового оборота (среднего срока нахождения товара на прилавке в днях); нормы естественной убыли применяются только для весовых нефасованных товаров.

С целью проверки соблюдения правил торговли возможно осуществление контрольной закупки. Очевидно, что такая контрольная процедура должна проводится не ревизором, а специально назначенными сотрудниками, которых работники проверяемой организации не знают в лицо. Использование услуг «тайного покупателя» не является, непосредственно, методом финансового контроля, однако также может быть полезно для оценки соблюдения торговой дисциплины.